# إريكا لانغلي
إريكا لانغلي (بالإنجليزية: Erika Langley)‏ هي مصورة أخبار ومصورة وصحفية أمريكية، ولدت في 1967.